# Emptio non tollit locatum
In diritto la locuzione latina Emptio non tollit locatum (letteralmente l'acquisto non toglie la locazione) sta a indicare il principio secondo cui la locazione non cessa se la cosa è alienata. Esemplificando, secondo questo principio qualora il proprietario di un immobile locato venda a terzi la propria casa, la locazione non verrà meno.
L'art. 1599 del codice civile italiano stabilisce a tal proposito che «La locazione non cessa se la cosa è alienata anche a titolo gratuito, purché il contratto abbia data certa».
Ma il principio in questione non trova applicazione in ogni caso nell'ordinamento italiano: in caso di locazione di beni mobili la locazione non sarà comunque opponibile al terzo che abbia in buona fede conseguito il possesso della cosa; in caso di locazione di beni immobili la locazione se non è trascritta è opponibile al terzo acquirente solo entro il limite di 9 anni dall'inizio della locazione.